# Blueprint (음반)
| 전문가 평가 | 전문가 평가 |
| 평가 점수   | 평가 점수   |
| 출처        | 점수        |
| ----------- | ----------- |
| Allmusic    | [ 1 ]       |

《Blueprint》는 아일랜드의 기타리스트 로리 갤러거의 세 번째 스튜디오 음반으로, 1973년에 발매되었다. 이 음반은 2월 24일, 영국 음반 차트에 진입하였고, 12위까지 올랐다. 그의 첫 번째 밴드 테이스트와 그 이후 솔로 밴드 활동 시점까지 갤러거는 파워 트리오 편성을 이끄는 최초의 기타리스트들 중 한 명이었다. 《Blueprint》에서는 갤러거가 처음으로 키보디스트를 포함시켰다.

## 배경
《Blueprint》에서 갤러거는 드러머 윌가 캠벨을 로드 디애스로 교체했고, 디애스의 이전 밴드인 킬링 플로어의 키보디스트 루 마틴을 추가하기로 결정했다. 이 4인조 라인업은 갤러거의 가장 성공적인 구성 중 하나가 되었고, 그의 가장 인기 있는 곡들 가운데 많은 곡들이 이 시기에 나왔으며, 《Rockpalast》나 《The Old Grey Whistle Test》와 같은 프로그램의 라이브 영상과 TV 출연을 통해 기록되었다. 이 밴드는 5년 동안 함께 연주하게 된다. 《Blueprint》는 갤러거 4인조가 녹음한 모든 스튜디오 음반과 마찬가지로, 갤러거의 다양한 음악적 영향을 보여주었다.
음반 제목과 커버 아트는 함부르크에서 갤러거를 위해 맞춤 제작된 스트램프 "파워 베이비" 앰프의 청사진에서 따온 것이었다. "그건 폭스바겐 비틀의 작은 수하물칸에도 들어갈 만큼 작았다"라고 갤러거의 형이자 매니저인 도널은 회상했다.

## 곡 목록
모든 곡들은 특별한 언급이 없는 한 로리 갤러거에 의해 작사/작곡하였다.
| #  | 제목                           | 작사·작곡    | 재생 시간 |
| -- | ------------------------------ | ------------ | --------- |
| 1. | 〈Walk on Hot Coals〉          |              | 7:04      |
| 2. | 〈Daughter of the Everglades〉 |              | 6:14      |
| 3. | 〈Banker's Blues〉             | 빅 빌 브룬지 | 4:47      |
| 4. | 〈Hands Off〉                  |              | 4:32      |

| #  | 제목                               | 재생 시간 |
| -- | ---------------------------------- | --------- |
| 1. | 〈Race the Breeze〉                | 6:55      |
| 2. | 〈Seventh Son of the Seventh Son〉 | 8:26      |
| 3. | 〈Unmilitary Two-Step〉            | 2:50      |
| 4. | 〈If I Had a Reason〉              | 4:31      |